# Holmsland Klitvej (omfartsvej)
Holmsland Klitvej også kaldes Søndervig Omfartsvej er en omfartsvej der går øst om Søndervig der ligger vest for Ringkøbing.
Omfartsvejen skal være med til at få reduceret trafikken der går igennem Søndervig, så byen ikke bliver belastet af for meget trafik fra Hvide Sande og Ringkøbing.
Omfartsvejen er ca. 800 meter lang og går fra Holmsland Klitvej i syd til Søndervig Landevej i nord.
Vejen starter i Holmsland Klitvej (sekundærrute 181) og forsætter øst om Søndervig og ender i Søndervig Landevej (primærrute 15) hvor der er forbindelse mod Ringkøbing.
Omfartsvejen åbnede for trafik den 21. december 2020.